# Synete frugalis
Synete frugalis är en fjärilsart som beskrevs av Sergius G. Kiriakoff 1959. Synete frugalis ingår i släktet Synete och familjen tandspinnare. Inga underarter finns listade i Catalogue of Life.